# Resan Hanim
Resan Hanım (turco ottomano: رسان خانم, lett. "morbida" o "luminosa"; nata Ayşe Hanim; Artvin, 28 marzo 1860 – Istanbul, 31 marzo 1910) è stata una consorte del sultano ottomano Murad V.

## Biografia

### Origini
Resan Hanım nacque il 28 marzo 1860 ad Artvin, nel Caucaso, come Ayşe Hanım. Aveva origini georgiane ed era figlia di Ömer Bey e Fatma Hanım. Aveva due sorelle, Şayeste Hanım e Rabia Hanım. Da bambina vennero mandate alla corte ottomana di Istanbul, dove Ayşe cambio nome in Resan e Rabia in Gülten. Entrarono a servizio di Seniha Sultan, sorellastra di Murad V. 

### Matrimonio
Seniha Sultan scelse Resan come nuova consorte per Murad e gliela presentò in occasione della sua ascesa al trono come Murad V nel 1876. Murad apprezzò Resan e la accettò come consorte, ma prima di poterla sposare venne deposto, dopo soli 93 giorni di regno, dal suo fratellastro minore, Abdülhamid II, che lo rinchiuse con tutta la sua famiglia nel Palazzo di Çırağan.
Sebbene Resan Hanım non fosse ancora una sua consorte, dovette seguire Murad nel confinamento. I due si sposarono nel Palazzo di Çırağan il 2 novembre 1877, dopo circa un anno dall'inizio della prigionia. Nei tre anni successivi diede a Murad due figlie, le ultime nate dal sultano deposto. 

### Ultimi anni
Nel 1904 Murad V morì e la sua famiglia ottenne il permesso di lasciare Palazzo di Çırağan. Inizialmente, Resan scelse di restare per tenere compagnia a Şayan Kadın, terza consorte di Murad, che rifiutava di andarsene, ma nel 1908, all'inizio della Seconda era costituzionale, chiese di potersi trasferire a Palazzo Yıldız. Le fu negato, ma il 16 dicembre 1908 le fu invece permesso di andare a vivere con sua figlia Fatma Sultan. 

### Morte
Resan Hanım si ammalò di tubercolosi e morì il 31 marzo 1910. Venne sepolta nel mausoleo Mehmed Ali Paşah nel cimitero di Eyüp, a Istanbul. 

## Discendenza
Da Murad V, Resan Hanım ebbe due figlie:
- Fatma Sultan (18 giugno 1879 - 20 novembre 1932). Si sposò una volta ed ebbe quattro figli e una figlia.
- Aliye Sultan (24 agosto 1880 - 19 settembre 1903). Morì di malattia senza sposarsi né avere figli.

## Cultura popolare
- Resan è un personaggio del romanzo storico di Ayşe Osmanoğlu The Gilded Cage on the Bosphorus (2020)[13].